# كريستن بيرغ
كريستن بيرغ هو سياسي دنماركي، ولد في 18 ديسمبر 1829 في Fjaltring Parish ‏ في الدنمارك، وتوفي في 28 نوفمبر 1891 في كوبنهاغن في الدنمارك. نشط حزبياً في الحزب الليبرالي. وقد انتخب عضو فولكتنغ ‏.